# Булгарелли, Адельмо
Адельмо Булгарелли (итал. Adelmo Bulgarelli; 23 марта 1932, Карпи, Италия — 20 июля 1984) — итальянский борец греко-римского стиля, бронзовый призёр Олимпийских игр, чемпион Средиземноморских игр, 11-кратный чемпион Италии  . 

## Биография
В 1953 году впервые стал чемпионом Италии. В том же году выступил на чемпионате мира в полутяжёлом весе, но проиграв две встречи, из турнира выбыл. 
В 1955 году завоевал звание вице-чемпиона Средиземноморских игр и остался пятым на чемпионате мира. 
На Летних Олимпийских играх 1956 года в Мельбурне боролся в тяжёлом весе (свыше 87 килограммов). По регламенту турнира борец получал в схватках штрафные баллы. Набравший 5 штрафных баллов спортсмен выбывал из турнира. Титул оспаривали 10 борцов.
После четвёртого круга остались трое финалистов с одинаковыми четырьмя штрафными баллами, и они разыгрывали между собой награды. Адельмо Булгарелли проиграл обе встречи, сначала с Анатолием Парфёновым, затем с Вильфридом Дитрихом и получил бронзовую медаль Олимпийских игр. 
| Выступление на Олимпийских играх 1956 года | Выступление на Олимпийских играх 1956 года | Выступление на Олимпийских играх 1956 года | Выступление на Олимпийских играх 1956 года | Выступление на Олимпийских играх 1956 года | Выступление на Олимпийских играх 1956 года | Выступление на Олимпийских играх 1956 года |
| Круг                                       | Соперник                                   | Страна                                     | Результат                                  | Баллы                                      | Всего баллов                               | Время схватки                              |
| ------------------------------------------ | ------------------------------------------ | ------------------------------------------ | ------------------------------------------ | ------------------------------------------ | ------------------------------------------ | ------------------------------------------ |
| 1                                          | Хамит Каплан                               | Турция                                     | Поражение По очкам                         | 0-3 -3                                     | -3                                         |                                            |
| 2                                          | Йозеф Цаммит                               | Австрия                                    | Победа Туше                                | 0                                          | -3                                         | 11:00                                      |
| 3                                          | Антониос Георгулис                         | Греция                                     | Победа Туше                                | 0                                          | -3                                         | 9:00                                       |
| 4                                          | Бертиль Антонссон                          | Швеция                                     | Победа По очкам                            | 3-0 -1                                     | -4                                         |                                            |
| 5                                          | Анатолий Парфёнов                          | Союз Советских Социалистических Республик  | Поражение По очкам                         | 0-3 -3                                     | -7                                         |                                            |
| Финал                                      | Вильфрид Дитрих                            | Германия                                   | Поражение По очкам                         | 0-3 -3                                     | -10                                        |                                            |

На Летних Олимпийских играх 1960 года в Риме боролся в тяжёлом весе (до 87 килограммов). Регламент турнира в основном остался прежним. борец получал в схватках штрафные баллы. Набравший 5 штрафных баллов спортсмен выбывал из турнира. Титул оспаривали 12 борцов.
Проиграв две из трёх встреч, Адельмо Булгарелли из турнира выбыл, с итоговым седьмым местом. 
| Выступление на Олимпийских играх 1960 года | Выступление на Олимпийских играх 1960 года | Выступление на Олимпийских играх 1960 года | Выступление на Олимпийских играх 1960 года | Выступление на Олимпийских играх 1960 года | Выступление на Олимпийских играх 1960 года | Выступление на Олимпийских играх 1960 года |
| Круг                                       | Соперник                                   | Страна                                     | Результат                                  | Баллы                                      | Всего баллов                               | Время схватки                              |
| ------------------------------------------ | ------------------------------------------ | ------------------------------------------ | ------------------------------------------ | ------------------------------------------ | ------------------------------------------ | ------------------------------------------ |
| 1                                          | Радослав Касабов                           | Болгария                                   | Поражение По очкам                         | -3                                         | -3                                         |                                            |
| 2                                          | Дэйл Льюис                                 | Соединённые Штаты Америки                  | Победа Туше                                | 0                                          | -3                                         | 3:06                                       |
| 3                                          | Иштван Козма                               | Венгрия                                    | Поражение По очкам                         | -3                                         | -6                                         |                                            |

В 1963 году стал чемпионом Средиземноморских игр.
На Летних Олимпийских играх 1964 года в Токио боролся в полутяжёлом весе (до 87 килограммов). Регламент турнира в основном остался прежним, с некоторыми изменениями, а именно за чистое поражение начислялись 4 штрафные баллы, и набравший 6 а не 5 штрафных баллов спортсмен выбывал из турнира. Кроме того, был введён ничейный результат встречи с двумя штрафными баллами каждому спортсмену. Титул оспаривали 18 борцов.
Адельмо Булгарелли, в трёх встречах одну проиграл, одну выиграл и одну свёл вничью, после чего набрал 6 баллов и из турнира выбыл. 
| Выступление на Олимпийских играх 1964 года | Выступление на Олимпийских играх 1964 года | Выступление на Олимпийских играх 1964 года | Выступление на Олимпийских играх 1964 года | Выступление на Олимпийских играх 1964 года | Выступление на Олимпийских играх 1964 года | Выступление на Олимпийских играх 1964 года |
| Круг                                       | Соперник                                   | Страна                                     | Результат                                  | Баллы                                      | Всего баллов                               | Время схватки                              |
| ------------------------------------------ | ------------------------------------------ | ------------------------------------------ | ------------------------------------------ | ------------------------------------------ | ------------------------------------------ | ------------------------------------------ |
| 1                                          | Гиязеттин Йылмаз                           | Турция                                     | Ничья                                      | -2                                         | -2                                         |                                            |
| 2                                          | Николае Мартинеску                         | Румыния                                    | Поражение По очкам                         | -3                                         | -5                                         |                                            |
| 3                                          | Люциан Сосновский                          | Польша                                     | Победа По очкам                            | -1                                         | -6                                         |                                            |

Умер в 1984 году